# بيير جوبين
بيير غوبين (بالإنجليزية: Pierre Gobin)‏ من مواليد 1957 وهو طبيب أمريكي فرنسي خبير في مجال علم الأشعة العصبي ورائد في علاج الأوعية الدموية الدماغية. وهو أحد المخترعين لـ MERCI (جهاز لإزالة جلطات الدم في الدماغ التي تسبب السكتة الدماغية). وهو أيضا أحد مطوري العلاج الكيميائي داخل الشرايين لعلاج ورم الأرومة الشبكية (ورم وراثي نادر يؤثر على عيون الأطفال).

## التعيينات الأكاديمية والسريرية
عُين غوبين مديراً للأشعة العصبية التدخلية في مستشفى نيويورك - بريسبيتيريان، مركز ويل كورنيل الطبي. كما عُين أستاذ أشعة في جراحة الأعصاب في كلية طب ويل كورنيل في جامعة كورنيل.

## حياته
ولد غوبين في باريس في عام 1957 ونشأ وتربى في الريف خارج باريس. ثم عاد إليها مرة أخرى لدراسة الطب.

## تعليمه
حصل غوبان على شهادته الطبية من جامعة باريس، فرنسا في عام 1988. تدرب في التصوير الشعاعي العصبي التدخلي في مستشفى Lariboisiere في باريس.

## التاريخ المهني
جاء جوبين إلى الولايات المتحدة في عام 1992، عندما تم تجنيده من قبل قسم الأشعة العصبية التدخلية من جامعة كاليفورنيا في لوس أنجلوس (UCLA) استنادا إلى تجربته مع GDC، التي تم اختراعها في جامعة كاليفورنيا. وكان عضوا في هيئة التدريس في جامعة كاليفورنيا لمدة تسع سنوات، وخلال ذلك الوقت واصل التقييم السريري لتكنولوجيا GDC.
في جامعة كاليفورنيا، كان جوبين جزءا من الفريق الذي اخترع جهازا جديدا لإزالة جلطات الدم من الدماغ، والتي تسبب السكتة الدماغية. تم تصميم الجهاز في عام 1995 بعد تجربة محبطة حيث فشل الجراحون في إعادة فتح الأوعية الدموية التي تم غلقها من قبل جلطة. في عام 1999 أصبح غوبين المدير الطبي للكونسنتريك الطبية التي تأسست حديثا، حيث واصل تطويره للجهاز. في عام 2001 نجح جوبين في علاج مريض عندما تم إزالة الجلطة الدموية بنجاح خلال تجربة سريرية. في ذلك الوقت كان اسم الجهاز «إزالة إمبولوس الميكانيكية في نقص التروية الدماغية». تلقى موافقة إدارة الأغذية والعقاقير في عام 2004.
في عام 2001، أصبح جوبين أستاذ الأشعة في جراحة الأعصاب وطب الأعصاب في كلية طب وايل كورنيل ومدير الأشعة العصبية التدخلية في مستشفى نيويورك - بريسبيتيريان، مركز ويل كورنيل الطبي. تعاون جوبين مع الدكتور ديفيد أبرامسون، رئيس قسم طب الأورام في مركز ميموريال سلون كيترينج للسرطان، لتطوير علاج مبتكر باستخدام العلاج الكيميائي داخل الشرايين، حيث حقن غوبين العلاج بشكل مباشر في شريان العين، وبالتالي يصل العلاج الكيميائي للعين بصورة أكثر بكثير من الطرق الأخرى التي تصل إلى العين بمقدار 1% فقط. ومن المتوقع أن يصبح العلاج المعياري للريتينوبلاستوما هو العلاج الأساسي ليحل محل إزالة العين.
ألف غوبين أكثر من 100 مقالة تتعلق بالأشعة العصبية التدخلية.
قام غوبين بإصلاح تمدد الأوعية الدموية عند نيل يونغ، كما أنقذ حياة تاتوم فيشر.